# F·S·柯里爾
F·S·柯里爾（F. S. Collier，1875年—？），是一名英格蘭男子羽球運動員。
F·S·柯里爾是羽球運動發展早期的選手之一。1898年，他參加最先舉辦的羽球比賽——基爾福公開賽，不過在男子雙打與混合雙打兩個項目的第一輪都被淘汰。1900年，他搭配H·L·梅勒什贏得全英羽球錦標賽男子雙打冠軍，隨後兩年兩人都衛冕成功。他也在1901年搭配艾倫·瑪麗·施塔韋爾-布朗贏得全英混合雙打冠軍。